# Conduit (album)
Conduit è il sesto album in studio della band gallese Funeral for a Friend, pubblicato il 28 gennaio 2013 dalla Distiller Records. È il primo con Pat Lundy alla batteria, dopo l'addio di Ryan Richards.

## Storia
Ad aprile del 2012 i Funeral for a Friend annunciano di essere tornati in studio con Romesh Dodangoda, già produttore di Memory and Humanity e Welcome Home Armageddon, per registrare le tracce per il sesto album. Le registrazioni si sono concluse a metà giugno. Il 7 settembre, tramite Facebook, la band afferma che entro la fine del mese verrà girato un video per una delle canzoni dell'album. Ciò avviene il 24 settembre, come confermato dal gruppo. Il 4 ottobre viene finalmente rivelata la data di uscita dell'album: è il 28 gennaio 2013, e il disco si chiama Conduit; inoltre, per il 10 ottobre viene dato l'annuncio della pubblicazione del primo singolo dell'album, Best Friends and Hospital Beds. Negli Stati Uniti l'uscita è invece prevista per il 5 febbraio tramite The End Records. Il 10 ottobre, data di uscita del video per Best Friends and Hospital Beds, il sito PropertyOfZack rivela in anteprima la tracklist di Conduit. Il preordine per l'album è disponibile dal 12 ottobre: è possibile acquistare il vinile per 15,99 £ (sono disponibili sole 500 copie del vinile, autografate e numerate); il CD per 9,99 £, che include anche in esclusiva il Live from the Roundhouse; un Deluxe boxset per 29,99 £, che comprende, oltre a Conduit e Live from the Roundhouse, una T-shirt, un poster autografato, una versione su cassetta dell'album ed un booklet scritto a mano dai componenti della band; la versione digitale di entrambi per 7,99 £. A causa di un ritardo nella stampa, si stima che i vinili saranno recapitati attorno al 25 febbraio invece che al 28 gennaio.
Il secondo singolo The Distance esce il 3 gennaio 2013. Il 14 gennaio la Distiller Records carica sul proprio canale di YouTube un campione della durata di 11 minuti che presenta uno spezzone di ogni canzone dell'album (un minuto circa a canzone). Il 16 gennaio invece vengono caricati su YouTube il lyric video per The Distance, e su Kerrang! in esclusiva in preascolto la quinta traccia dell'album, Nails. Il 21 gennaio Noisecreep ospita l'anteprima esclusiva della canzone Spine. Il 4 febbraio si tiene presso l'Idle Hands Bar di New York il release party ufficiale sponsorizzato dalla The End Records, mentre il video ufficiale di Nails è ospitato in anteprima da Alternative Press a partire dal 5 marzo.

## Background
In alcune interviste precedenti all'uscita dell'album, il cantante Matt Davies ha dichiarato che l'album si configura come una sorta di "ritorno alle radici" della band, con particolare riferimento ai primi EP. Come l'ha descritto, "è (un album) molto diretto e ruvido. È un disco post-hardcore che non ha paura di sconfinare in parte in del buon hardcore". In seguito ha anche aggiunto "è un album che si presenta col cuore in mano, soprattutto in merito al tipo di musica con cui siamo cresciuti. Non vuole essere una sorta di rinascita o qualcosa di mieloso del genere; è semplicemente un album onesto e spero che questo risulti chiaro a tutti quelli che lo ascoltano." Il bassista Richard Boucher ha anche aggiunto che il sound dell'album sarà simile a quello di High Castles, la canzone pubblicata con l'EP See You All in Hell a fine 2011, ovvero molto più heavy. Il batterista Pat Lundy, dal canto suo, ha detto che se dovesse definire il genere dell'album in un termine, sarebbe "emotive hardcore". Il chitarrista Kris Roberts ha anche evidenziato come nella fase di creazione delle canzoni la band abbia esplicitamente pensato a come sarebbero suonate nei live e all'atmosfera e all'energia che avrebbero scatenato, proprio come facevano nei primissimi tempi di vita del gruppo.
Alla fase di scrittura ha partecipato anche il batterista Ryan Richards, pur sapendo che di lì a poche settimane avrebbe lasciato la band. Le registrazioni sono avvenute con il produttore Romesh Dodangoda, che aveva già firmato i due precedenti album dei Funeral for a Friend. Il cantante Matt Davies ha registrato in un'unica sessione tutte le parti vocali, in non più di due o tre tentativi, perché ha voluto fare in modo che non si sentisse una grande differenza tra le parti cantate più aggressive e quelle melodiche e per fare in modo che ci fosse la stessa energia nell'arco dell'intero album. Lo stile usato da Matt in quest'album si discosta notevolmente da quello usato nei primi album della band, come Casually Dressed & Deep in Conversation o Tales Don't Tell Themselves, e si fa spesso più aggressivo e forzato, cercando in questo anche di fare da contrappeso alla mancanza di Ryan Richards, che nei precedenti lavori si occupava dello scream.
L'album è il più breve di tutta la discografia della band, chiudendosi dopo soli 29 minuti, ma questo è in armonia con lo spirito del disco: le canzoni avevano la giusta energia se duravano due minuti o poco più, e lo stesso Romesh Dodangoda ha chiesto alla band di accorciarne alcune per non disperdere l'energia che si veniva a creare all'interno delle tracce. Il cantante Matt Davies ha detto di essere stato felice come un bambino per avere finalmente un album che dura 29 minuti nella propria discografia.
Altro elemento dell'album, secondo Matt Davies, è che questo si discosta dalla maggior parte degli album metal e post-hardcore suoi contemporanei, che sono pieni di tematiche sessiste e diretti principalmente ad un pubblico maschile; per il cantante, l'album cerca di essere più "intelligente di molti altri dischi" di quel genere ed è volto tanto a un pubblico femminile quanto a quello maschile indistintamente.

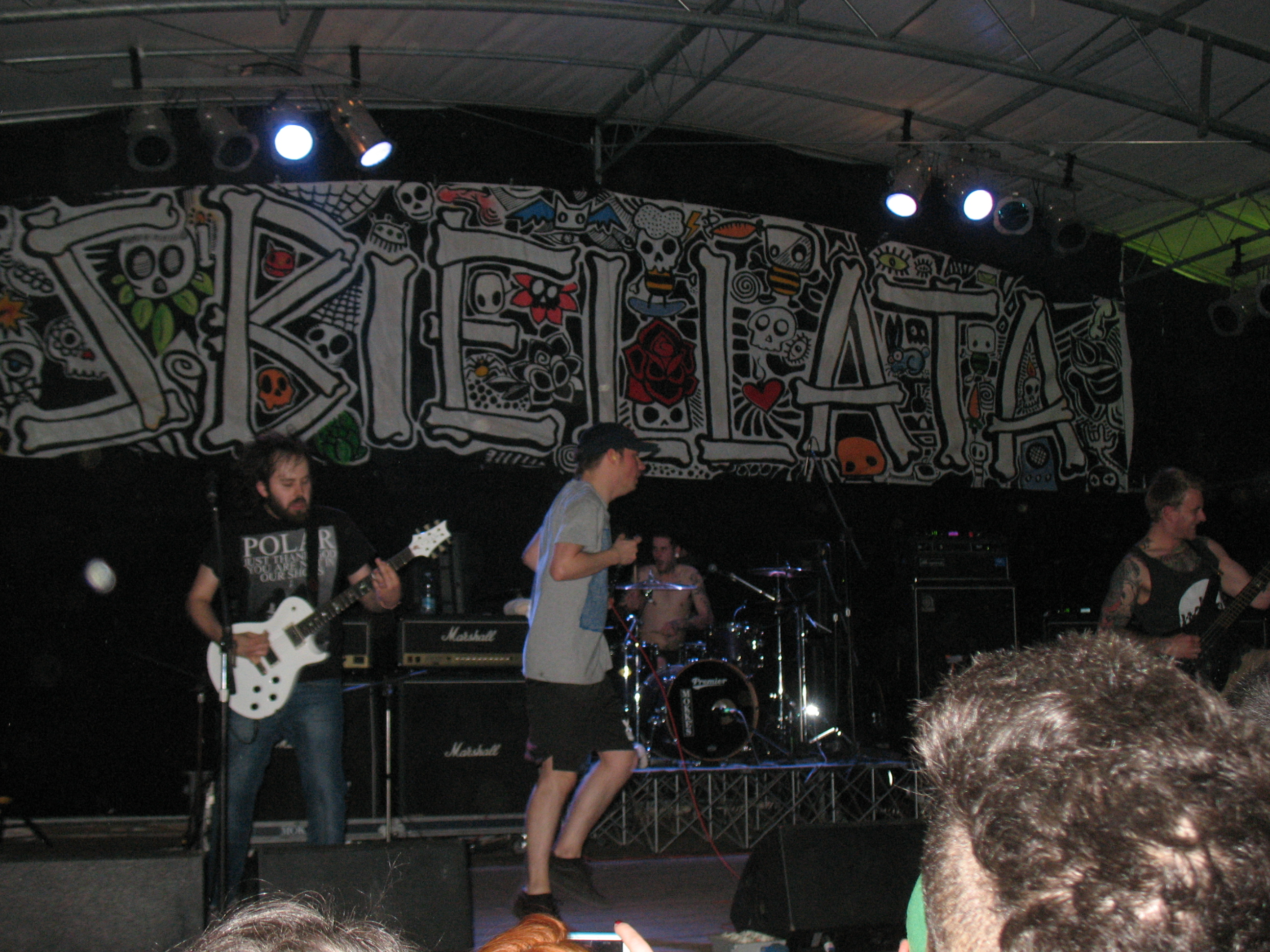
La band in concerto in Italia il 31 maggio 2013

## Copertina
La copertina del CD è stata disegnata da SnowSkull, ovvero Matthew Evans, il quale era un membro originario dei Funeral for a Friend nei primi mesi di vita della band. La copertina si presenta come una composizione variopinta, con al centro l'immagine di un corpo umano visto nei suoi organi; attorno a lui, ruotano una serie di cerchi ed altre immagini amorfe. La scelta è ricaduta su di lui per decisione di Matt e Kris, i due membri più longevi dei Funeral for a Friend. Il CD è contenuto in una confezione jewel case; sul disco in sé, in tinta unita nera come il retro della custodia, sono riportate due frasi dalla canzone Conduit: We're all stranger, but we're all in this together, che sono un po' la summa del messaggio che l'album vuole lanciare. Il booklet è un poster; su un lato si trovano i testi delle canzoni, mentre sull'altro ci sono i ringraziamenti e una foto per ogni membro della band, rappresentato dallo strumento musicale che suona.
Tutti e cinque i membri del gruppo hanno deciso di farsi tatuare un identico tatuaggio raffigurante il teschio che appare sulla copertina dell'album alcuni mesi dopo la sua uscita.

## Titolo e canzoni
Il cantante Matt Davies ha spiegato così il significato del titolo: "Cinque persone su un palco, una conduttura (conduit) per il messaggio e per la musica, che li porta alle persone che vogliono ascoltarli".

### Spine
La canzone è stata caricata in anteprima su Noisecreep il 21 gennaio. È nata da uno spunto del chitarrista Kris Coombs-Roberts. Il testo parla della pressione e degli ostacoli che si possono incontrare nella vita, e del senso di soddisfazione e realizzazione di sé stessi che si prova quando li si riesce a superare, specialmente per quanto riguarda la musica e l'esperienza sul palco quando ci si esibisce per i propri fan.

### Conduit
La title track, secondo le parole del cantante Matt Davies, riguarda "l'atto trascendentale dell'esibirsi di fronte a un pubblico. È uno dei principali motivi per cui esiste questa band, e anche se uno ci ascolta nella sua stanza, anche se non ci siamo mai incontrati, attraverso la musica si crea un legame tra noi e i nostri fan". Il cantante ha anche detto di ritenerla una delle canzoni più pesanti che la band abbia mai scritto ("una montagna russa lanciata a piena velocità") e che senza dubbio figurerà in molte scalette per i concerti a venire. Il chitarrista Gavin Burrough l'ha anche musicalmente descritta come "l'assalto di una tigre feroce".

### Death Comes to Us All
Originariamente scritta con una chitarra a sette corde, è stata poi trasposta per una a sei corde perché suonava un po' troppo grave. Il breakdown a metà canzone è nato durante una jam session in sala prove risultata particolarmente efficace. Il testo parla delle ossessioni e della paura di non riuscire a dominare i propri pensieri. Il cantante Matt Davies l'ha descritta come la sua canzone preferita dell'album, perché gli ricorda molto lo stile dei Boysetsfire, una delle sue band preferite.

### Travelled
È la canzone più corta del disco, e anche per questo una delle più intense. A rendere particolare il ritornello è il basso, che usa una scala cromatica.

### Grey
Altra traccia particolarmente intensa, il tema è quello di una persona che cambia a tal punto da diventare (come suggerisce il titolo) l'ombra di quello che era prima.

### Elements
A quanto affermato da Matt Davies, questa è risultata essere la canzone più difficile da scrivere. Inizialmente era stata provata una prima versione, che però non aveva convinto la band; in seguito è stato deciso di cambiare il ritmo e buona parte della canzone inserendo per esempio del tapping, che l'ha resa più ariosa, e allo stesso tempo dotata della struttura più "non convenzionale" dell'album.

### High Castles
La canzone era già presente sull'EP See You All in Hell, uscito a fine 2011, dove era la prima traccia. È servita come spunto per la direzione presa dalla band nella scrittura di questo album (per questo è stato deciso di inserirla) ed è stata anche la prima canzone di Conduit ad essere suonata ad un live.

## Accoglienza
Le critiche di chi ha avuto la possibilità di ascoltare l'album prima della pubblicazione sono state estremamente positive, e hanno tutte sottolineato la grande energia di quest'album e un azzeccato ritorno al primissimo sound della band.
La rivista Rocksound ha assegnato a Conduit un voto di 9/10, elogiando la scelta compiuta dalla band di ritornare allo stesso genere musicale che ne aveva caratterizzato gli esordi, ed apprezzando il percorso di maturazione che ha saputo dimostrare nel corso dei suoi 10 anni di carriera. Risulta chiaro, secondo il recensore, che la band prova ancora gioia nel comporre musica e questo si riflette nel sound dell'album. Il mensile The Skinny si unisce alle critiche positive con un 4/5, evidenziando che l'album è sì un ritorno al sound originario della band, ma questo non è fatto con un approccio nostalgico, bensì aggressivo e propositivo, tanto che l'album si avvicina quasi alle caratteristiche di un disco punk: breve, agile e del tutto coinvolgente. Secondo Indulge-sound.com (4/5) la band nonostante i continui cambi di formazione continua a migliorare album dopo album, creando con Conduit il suo migliore lavoro, ed elogia il cantato di Matt, capace di esprimersi su due livelli molto diversi (melodico ed aggressivo) in modo da compensare l'assenza di Ryan Richards ma senza volerlo sostituire in toto.
Positiva anche la critica di Hitthefloor.co.uk (8/10), secondo cui il disco non si discosta molto dal precedente lavoro Welcome Home Armageddon, ma non c'era affatto il bisogno di farlo; inoltre nota delle sempre maggiori influenze metalcore, soprattutto in tracce come Death Comes to Us All e High Castles, ed elogia la produzione di Romesh Dodangoda, che ha saputo mantenere "sporca" la registrazione per adattarsi meglio al sound grezzo dell'album. Sulle stesse opinioni anche Stereoboard (4/5), secondo cui l'innesto di Pat Lundy ha apportato un grande miglioramento ad una band che già prima era su ottimi livelli; ed anche la brevità dell'album le permette, grazie all'abilità del gruppo, di convogliare in poco tempo tutte le sensazioni che vuole suscitare. Anche se i Funeral for a Friend difficilmente torneranno a essere una delle più famose band britanniche, Conduit dimostra che continuano ad essere una delle migliori. Altpress (3,5/5) definisce l'album "agile, diretto e aggressivo", elogiando nel complesso l'atmosfera dell'album e il fatto che manchino canzoni troppo melodiche come quelle che passano alla radio, seppur alcuni breakdown risultano a volte un po' prevedibili e non aggiungono molto all'album in sé.
Positiva, ma un po' più cauta, la recensione del francese Alternativ News (3/5): pur apprezzando l'energia che la band mette in questo nuovo album e giudicando ottima la sequenza delle canzoni 3-4-5-6, il cantato di Matt viene percepito come troppo forzato, e il recensore afferma che molti fan abituati ai "vecchi" Funeral for a Friend faranno fatica ad apprezzare questo nuovo stile. Drownedinsound assegna un voto sufficiente al disco (6/10), elogiando il cantato di Matt, che "sfodera la prestazione della carriera", ma allo stesso tempo sente che la mancanza di canzoni più lente e ballate come Hospitality o Novella fa apparire l'album tutto simile e ripetitivo. Ad ogni modo, ritiene un'ottima cosa il fatto che la band sembri di nuovo fresca e in piena forma. AllMusic valuta il disco (3,5/5), dicendo che anche se in certi punti Conduit sembra un tuffo nel passato e quindi una specie di regressione per la band, questa a volte è necessaria e nel caso dei Funeral for a Friend è anzi benvenuta. Il recensore spende parole positive per la semplicità della produzione del disco, in comparazione con l'esagerata produzione cui sono soggetti gli album sulla scena rock e metal del periodo.

## Tracce
Tutte le canzoni sono state scritte dai Funeral for a Friend.
1. Spine – 2:22
2. Conduit – 2:17
3. The Distance – 2:26
4. Best Friends and Hospital Beds – 2:45
5. Nails – 2:57
6. Death Comes to Us All – 3:15
7. Travelled – 2:09
8. Grey – 2:13
9. Sun-Less – 2:28
10. Elements – 2:45
11. High Castles – 3:37

## Formazione

### Gruppo
- Matthew Davies-Kreye - voce
- Kris Coombs-Roberts - chitarra e voce di fondo
- Gavin Burrough - chitarra e voce di fondo
- Pat Lundy - batteria
- Richard Boucher - basso

### Produzione
- Romesh Dodangoda - produzione, ingegneria e mixaggio
- Rob Thomas - Assistente
- Tom Manning - Assistente
- Jens Bogren - Masterizzazione presso Fascination Street Studios, Svezia
- SnowSkull - Artwork

## Successo commerciale
Nella settimana d'esordio, Conduit raggiunge la 34ª posizione nella classifica del Regno Unito, assestandosi dunque sullo stesso livello del predecessore Welcome Home Armageddon. Inoltre ottiene la seconda posizione nella classifica degli album rock e metal, superato solo da Opposites dei Biffy Clyro; la terza nella classifica dei negozi di dischi indipendenti ed in quella degli album indipendenti. Nella seconda settimana esce dalla classifica generale, scendendo invece al 20º posto della classifica rock e metal ed al 35º di quella degli album indipendenti.

## Classifiche
| Classifica (2013)          | Posizione massima |
| -------------------------- | ----------------- |
| Regno Unito                | 34                |
| Regno Unito (independent)  | 3                 |
| Regno Unito (record store) | 3                 |
| Regno Unito (rock & metal) | 2                 |